# Atherix lantha
Atherix lantha is een vliegensoort uit de familie van de waterdazen (Athericidae). De wetenschappelijke naam van de soort is voor het eerst geldig gepubliceerd in 1977 door Webb.